# 西日本鉄道アイランドシティ自動車営業所
アイランドシティ自動車営業所（アイランドシティじどうしゃえいぎょうしょ）は、福岡県福岡市東区香椎照葉に所在する西日本鉄道のバス営業所。営業所表記は○ア。
2019年3月15日に営業を終了した新宮営業所、香椎浜営業所を合併する形で同年3月16日付で新たに開設された。アイランドシティ照葉停留所側に照葉車庫、香椎浜自動車営業所の跡地に香椎浜車庫、古賀市の舞の里バス停の横に定期券発売所を併設した舞の里車庫を持つ。

## 所在地
- アイランドシティ営業所
  - 福岡県福岡市東区香椎照葉5丁目1番9号
    - 最寄バス停：香椎照葉五丁目、香椎照葉センターマークス前
- アイランドシティ営業所照葉車庫(転回場のみ)
  - 福岡県福岡市東区香椎照葉3丁目4番
    - 最寄バス停：アイランドシティ照葉
- アイランドシティ営業所香椎浜車庫
  - 福岡県福岡市東区香椎浜4丁目11番3号
    - 最寄バス停：香椎浜車庫(旧・香椎浜営業所)
- アイランドシティ営業所舞の里車庫
  - 福岡県古賀市舞の里4丁目28番
    - 最寄バス停：舞の里、千鳥パークタウン

## 沿革
- 2019年3月16日 - 組織改編により、香椎浜自動車営業所と新宮自動車営業所と統合し、アイランドシティ自動車営業所を設置。香椎浜営業所は転回場のみの香椎浜車庫[1]に格下げとなる。また同日より古賀・福津地区のバスの拠点として舞の里車庫を新設。

## 運行路線
- 2025年3月15日現在の路線（太字は終点・始発停留所）

### 新宮営業所から移管された路線

#### 志賀島・アイランド線
天神地区と雁の巣、海の中道、西戸崎、志賀島地区を結ぶ路線。一般道系統の21番、都市高速系統の21A・25A、アイランドシティ経由の25B、25Iがある。2025年3月15日のダイヤ改正で志賀島線とアイランド海の中道線が統合され路線名が変更。210は21Bへ行先番号を変更し、西鉄三苫駅発着の220は廃止となった。
- ■■ 21A　 
  - (一部21Bアイランドシティ方面との連続運行) - 雁の巣レクリエーションセンター - 和白 - (香椎RP - 都市高速 - 呉服町RP) - 蔵本 - 天神
- ■■ 21B　 
  - 西鉄三苫駅 - 奈多 -  雁の巣レクリエーションセンター - 福岡市総合体育館 - アイランドシティ - イオンモール香椎浜 - (香椎浜RP - 都市高速 - 呉服町RP) - 蔵本 - 天神 (← 一部、直行からの連続運行)
  - （21A和白方面との連続運行） - 奈多 -  雁の巣レクリエーションセンター - 福岡市総合体育館 - アイランドシティ - （都市高速） - 天神
- ■■ 25A　
  - 志賀島小学校前 - 西戸崎駅前 - マリンワールド海の中道 - 雁の巣レクリエーションセンター - 和白 - (香椎RP - 都市高速 - 呉服町RP) - 蔵本 - 天神

志賀島小学校前発着便は21Aとして運行されていたが、2024年3月16日改正で25Aに変更された。
- ■■ 25B　
  - 大岳  - 西戸崎駅前 - マリンワールド海の中道 - 雁の巣レクリエーションセンター - アイランドシティ中央公園前 - イオンモール香椎浜 -  (香椎浜RP - 都市高速 - 呉服町RP) - 蔵本 - 天神

2025年3月15日のダイヤ改正にて新設された。
- ■■ 25I [3][2]。
  - 大岳- 西戸崎駅前 - マリンワールド海の中道 - 雁の巣レクリエーションセンター - アイランドアイ前 - (アイランドシティRP - 都市高速 - 呉服町RP) - 蔵本 - 天神中央郵便局前

土日祝日のみ運行される。
- ■■ 臨時（全停留所記載）
  - サンシャインプール（海ノ中道海浜公園） - マリンワールド海の中道 - (アイランドシティRP - 都市高速 - 呉服町RP) - 蔵本 - 天神中央郵便局前

海の中道サンシャインプール開催期間中運行。

#### 香椎幹線
天神・香椎地区と高美台・美和台・新宮地区を結ぶ路線。21番・23番は石堂大橋経由、23A・26A・急行は都市高速経由。アイランドシティ営業所本所の他、一部便は舞の里車庫も担当。2025年3月15日ダイヤ改正により香椎線から香椎幹線に路線名が変更と同時に21番を志賀島・アイランド線より移管。大蔵、西鉄三苫駅から千早駅を結ぶルートを新設。千早駅行きは無番で、大蔵・高美台、西鉄三苫駅方面は行先番号23で運行する。
- ■■ 21
  - 雁の巣レクリエーションセンター - 奈多 - 和白 - 香椎 - 名島 - 箱崎浜 - 千鳥橋 - 石堂大橋 - 蔵本 - 天神

21は2025年3月15日のダイヤ改正で石城町経由から石堂大橋経由へルート変更に伴い、所属路線も香椎幹線（21Aなどは引き続き志賀島・アイランド線）に変更。一部志賀島・アイランド線も担当している。
- ■■ 23
  - 大蔵 - 高美台一丁目 - 和白 - 香椎 - 名島 - 箱崎浜 - 石堂大橋 - 蔵本 - 天神
  - 西鉄三苫駅 - 和白 - 香椎 - 名島 - 箱崎浜 - 石堂大橋 - 蔵本 - 天神
- ■■ 23A 
  - 西鉄三苫駅 - 和白 - (香椎RP - 都市高速 - 呉服町RP) - 蔵本 - 天神
- ■無番 ■23
  - 大蔵 - 高美台一丁目 - 和白 - 香椎 - 千早駅
  - 西鉄三苫駅 - 和白 - 香椎 -  千早駅
- ■■ 26A
  - 津屋崎 - 福間（福間小入口） - 花見 - 古賀 - 新宮・緑ヶ浜 - 和白 - (香椎RP - 都市高速 - 呉服町RP) - 蔵本 - 天神
  - 天神 → 蔵本 → (呉服町RP → 都市高速 → 香椎RP) → 和白 → 福祉センター前 → 新宮中央駅東口・IKEA前 → （急行天神行きへ連続運行）
- ■ 26
  - 天神 → 蔵本 → 千鳥橋 → 箱崎浜 → 名島 → 香椎 → 和白 → 新宮・緑ヶ浜 → 古賀 → 花見 → 福間駅前

26、26A赤間営業所、光陽台六丁目行きは西鉄バス宗像本社と福岡高速営業所が担当する。2025年3月15日のダイヤ改正により国道3号線経由の福間駅着便を新設。福間駅発の天神行きは26Aで運行される。
- 急行
  - 新宮中央駅東口・IKEA前 - 大蔵 - 平山 - 九州産業大学南口 - (香椎東RP - 都市高速 - 呉服町RP) - 蔵本 - 中洲 - 天神 → 大濠公園
  - 新宮中央駅東口・IKEA前 → 大蔵 → 平山 → 九州産業大学南口 → (香椎東RP → 都市高速 → 天神北RP) → 天神→ 中洲 → 蔵本 → （新宮中央駅東口行きへ連続運行）

急行と26Aの新宮中央駅東口・IKEA前発着便は新宮（急行）福岡線として運行されていたが、2024年3月16日改正で香椎線（現・香椎幹線）に統合された。

#### 志賀島内線

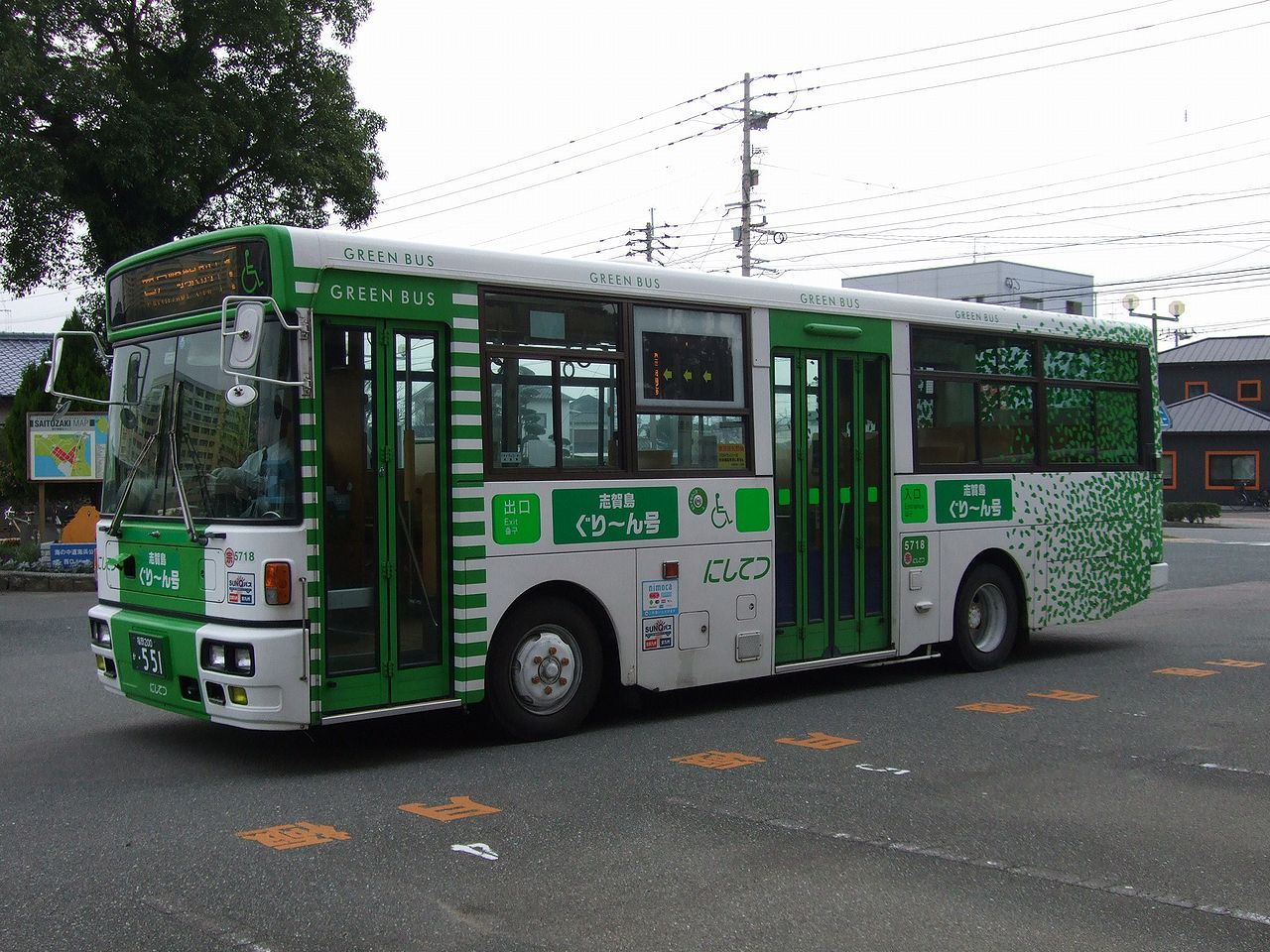
志賀島ぐりーん

西戸崎駅を起点に、志賀島橋を渡り、島内の西側の県道志賀島循環線を経由して島北端の勝馬地区に至る路線。1996年5月1日のダイヤ改正で運行開始された。2008年11月1日に福岡市による補助対象である廃止路線代替交通となったことにより、西鉄バス宗像新宮車庫（現在新宮支社に昇格）に移管されるとともにダイヤ改正が行われて大幅に減便され、それまでの1時間に1本程度の運行から、平日は1-2時間に1本、土日祝日は2時間に1本程度の運行となった。また、平日には大岳発着便が設定された。その後2017年3月に新宮自動車営業所に移管され、9年ぶりに直営化された。2015年3月21日のダイヤ改正で西戸崎駅前のロータリーが起終点となり、香椎線との乗り換えの利便性向上が図られた。中型ワンステップ車が限定で使用される。2015年4月1日からは、もと福岡シティループバス「ぐりーん」専用車の5718号を転用し、愛称「志賀島ぐりーん」として志賀島内線の専用車として使用していた が、2018年に運行終了。
- 1
  - 西戸崎駅前 - 大岳 - 志賀島 - 志賀島小学校前 - 休暇村志賀島 - 勝馬

#### 古賀市内線
主に古賀市内を運行する路線。（舞の里車庫が担当）
- 1
  - 薦野（こもの） - 米多比（ねたび） - 薬王寺 - 辻ケ鼻 - 青柳四角 - 花鶴ケ丘三丁目 - 日吉一丁目 - 古賀駅前→（3番へと直通）
- 2
  - 薦野 - 米多比 - 筵内（むしろうち） - 太郎丸 - 市役所前 - 日吉一丁目 - 古賀駅前 - （3番へと直通）
- 2-1
  - 薦野 - 米多比 - 筵内 - 太郎丸 - サンコスモ古賀 - 市役所前 - 日吉一丁目 - 古賀駅前
- 3
  - 舞の里 - 玄界高校前 - 古賀北中学校前 - 福岡東医療センター正門前 - 花見 - 古賀北 - 古賀駅前 - （2番へと直通）
  - 舞の里 ← 玄界高校前 ← 古賀北中学校前 ← 福岡東医療センター正門前 ← 花見 ← 古賀北 ← 古賀駅前 ← （1番からの直通）
- 6
  - 舞の里 - 玄界高校前 - 古賀北中学校前 - 福岡東医療センター正門前 - 古賀団地前 - 古賀駅東口 - 市役所北 - ししぶ駅東口 - 岳越山入口 - 青柳 - 八反田 - グリーンパーク古賀

### 香椎浜営業所から移管された路線

#### アイランドシティ～千早線
アイランドシティと千早駅を結ぶ路線。1年間の試行運行として2009年1月30日から運行開始。その後、運行期間を延長したのちに、2014年11月1日から正式運行となる。2019年3月16日のアイランドシティ営業所開設に伴い、増便された。2023年3月25日のダイヤ改正から平日・土曜ダイヤにみなと香椎エリアへ乗り入れる「1-2」を新設。アイランドシティ内の経路が1番と異なり、照葉小中学校前には行かない。2025年3月15日のダイヤ改正で香椎花園と千早駅を結ぶルートが、香椎浜～天神線から移管された。
- 1
  - アイランドシティ照葉 - 福岡市総合体育館 - アイランドシティ - 御幸町 - 千早駅
- 1 快速（香椎浜北公園前 - 千早駅間　快速）
  - アイランドシティ照葉 - 福岡市総合体育館 - アイランドシティ - イオンモール香椎浜（アイランドシティ照葉行きのみ） - 千早駅
- 1-2
  - ベジフルスタジアム前→みなと香椎→アイランドアイ前→香椎照葉五丁目→こども病院→アイランドシティ→香椎浜車庫→御幸町→千早駅
- 1-2 快速（イオンモール香椎浜←千早駅間　快速）
  - ベジフルスタジアム前←みなと香椎←アイランドアイ前←こども病院←アイランドシティ←イオンモール香椎浜←(ノンストップ)←千早駅
- ■■ （無番）
  - 香椎花園 - 牧の鼻公園前 - 香椎花園 - 御幸町 - 千早駅

#### 香椎浜～天神線
アイランドシティ照葉、香椎浜地区から天神地区を結ぶ路線。2025年3月15日のダイヤ改正により大幅に路線の新設や廃止、経由ルートの変更が行われた。国道3号線経由の22は廃止となり海岸通り、西汐見から国道3号線を結ぶルートは29（香椎浜～博多駅線）のみとなる。23系統の下原～天神線が、こちらの路線に統合された。23Nの新設により香椎海岸通り経由は22Nから23Nに変更し、22Nは全て香椎浜南公園前経由となり、福岡運輸支局前経由は廃止となる。下原発着の23Bが減便となり23Nが主となる。天神地区から都市高速アイランドシティランプ下車で、こども病院等に短時間で運行する22Iが新設された。
- ■■ 22B
  - アイランドシティ照葉 - こども病院 - 福岡市総合体育館 - アイランドシティ中央公園前 - (香椎浜RP - 都市高速 - 呉服町RP) - 蔵本 - 天神 - 大濠公園
- ■■ 22N
  - アイランドシティ照葉 - こども病院 - 福岡市総合体育館 - アイランドシティ中央公園前 - 香椎浜南公園前 - 城浜団地 - (名島RP - 都市高速 - 呉服町RP) - 蔵本 - 天神 - 大濠公園
- ■ 22N（アイランドシティ照葉←天神）／■ 220（アイランドシティ照葉→天神）
  - アイランドシティ照葉 - 福岡市総合体育館 - アイランドシティ中央公園前 - 香椎浜南公園前 - 城浜団地 - (香椎浜RP - 都市高速 - 呉服町RP) - 蔵本 - 天神
- ■ 22T
  - アイランドシティ照葉 → こども病院 → 福岡市総合体育館 → アイランドシティ中央公園前 → 香椎浜南公園前 → 城浜団地 → (名島RP → 都市高速 → 天神北RP) → 天神 → （22Nへ連続運行）
- ■ 直行
  - アイランドシティ照葉 → こども病院 → 福岡市総合体育館 → アイランドシティ中央公園前 → (香椎浜RP → 都市高速 → 天神北RP) → 天神 → （22B・22N・22I・230へ連続運行）
- ■22I
  - 直行(アイランドシティ照葉 → 天神)  → 天神郵便局前 → 蔵本 → (呉服町RP → 都市高速 → アイランドシティRP) → 福岡市総合体育館西 → こども病院 → アイランドシティ照葉
- ■■ 230
  - こども病院 - アイランドアイ前 - みなと香椎 - ベジフルスタジアム前 - アイランドアイ前 - (アイランドシティRP - 都市高速 - 呉服町RP) - 蔵本 - 天神 ← (天神 ← アイランドシティ照葉)直行
- ■■ 22-1
  - 大濠公園 → 天神 → 蔵本 → 箱崎ふ頭 → 名島運動公園前 → 香椎浜南公園前 → 香椎浜車庫

2025年3月15日のダイヤ改正で天神方面は廃止。免許維持路線で土曜日の1便、香椎浜車庫行きを運行。
- ■■ 23
  - 下原 - 香椎 - 名島 - 箱崎浜 - 石堂大橋 - 蔵本 - 天神 - 大濠公園
- ■■ 23B  
  - 下原 - 香椎 - イオンモール香椎浜 - (香椎浜RP - 都市高速 - 呉服町RP) - 蔵本 - 天神 - 大濠公園
- ■■ 23N  
  - 下原 - 香椎 - 香椎浜車庫 - イオンモール香椎浜 - 香椎浜海岸通り - 城浜団地 - (名島RP - 都市高速 - 呉服町RP) - 蔵本 - 天神 - 大濠公園
- ■ 23T
  - 香椎浜車庫 → イオンモール香椎浜 → 香椎浜海岸通り → 城浜団地 → (名島RP → 都市高速 → 天神北RP) → 天神 → （22Nへ連続運行）
- ■■ 23-2
  - 香椎パークポート - 貝塚 - 箱崎浜 - 石堂大橋 - 蔵本 - 天神
- ■無番
  - 下原 - オークタウン入口 - 九州高校前 - JR香椎駅
  - 下原 ← 香椎 ← イオンモール香椎浜 ← 香椎浜海岸通り ← 香椎浜二丁目

#### 香椎浜～博多駅線
アイランドシティ・香椎地区と博多駅地区を結ぶ路線。2025年3月15日のダイヤ改正で博多駅地区から都市高速アイランドシティランプ下車で、こども病院などを短時間で運行する29Iが新設された。
- ■■ 29
  - アイランドシティ照葉 - こども病院 - 福岡市総合体育館 - アイランドシティ中央公園前 - 香椎浜海岸通り - 城浜団地 - 名島 - 県庁前 - 呉服町 - 博多駅（博多バスターミナル）
  - 西鉄香椎 - 香椎浜車庫 - 香椎浜海岸通り - 城浜団地 - 名島 - 県庁前 - 呉服町 - 博多駅（博多バスターミナル）
- ■■29N
  - アイランドシティ照葉 - こども病院 - 福岡市総合体育館 - アイランドシティ中央公園前 - 香椎浜南公園前 - 城浜団地 - (名島RP - 都市高速 - 呉服町RP) - 呉服町 - 博多駅（博多バスターミナル）
  - アイランドシティ照葉 - 福岡市総合体育館 - アイランドシティ中央公園前 -香椎浜南公園前 - 城浜団地 - (名島RP - 都市高速 - 呉服町RP) - 博多駅（博多バスターミナル）

2025年3月15日のダイヤ改正により山王一丁目、扇町発着と香椎浜海岸通り経由が廃止。
- ■29I
  - 博多駅（博多バスターミナル） → 祇園町 → (呉服町RP - 都市高速 - アイランドシティRP) → 福岡市総合体育館西 → こども病院 → アイランドシティ照葉

### アイランドシティ営業所開設後に新設された路線

#### Fukuoka BRT
- BRT(快速)

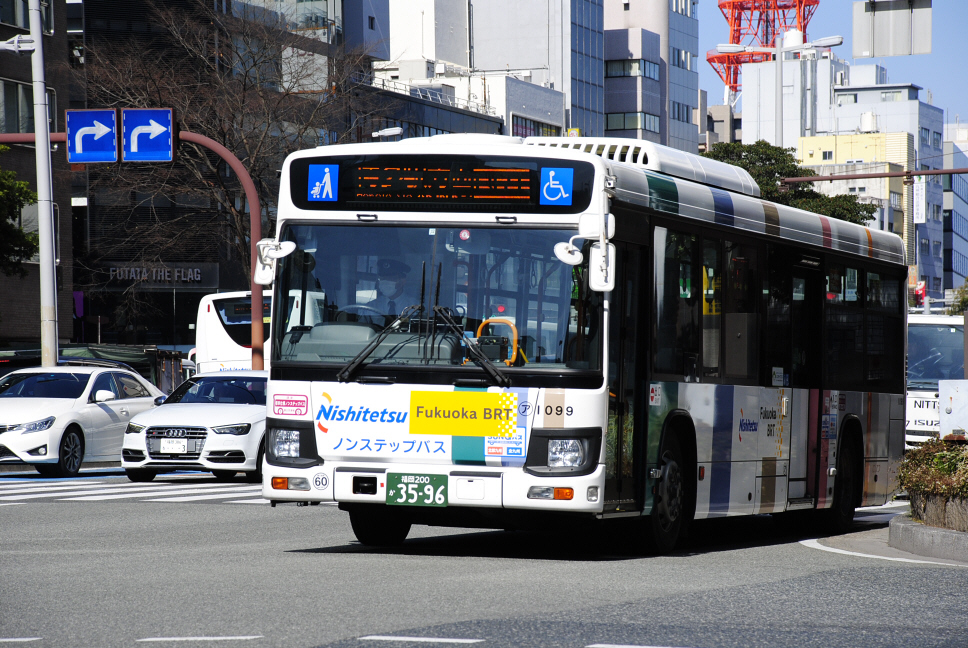
ＢＲＴ代行

  - 博多港国際ターミナル - マリンメッセ前 - 国際会議場・サンパレス前 - 福岡市民ホール北口 - 天神(←ソラリアステージ前2A / ソラリアステージ前7C→) - 渡辺通一丁目(←電気ビル共創館前 / サンセルコ前→) - 博多駅(←博多駅前A / 博多駅前F→) - 呉服町 - 蔵本 - 国際会議場・サンパレス前 - マリンメッセ前 - 博多港国際ターミナル
- 29N特快（呉服町 → 博多港国際ターミナル間：BRT外回り）
  - 香椎照葉センターマークス前 → 福岡市総合体育館 → アイランドシティ中央公園前 → イオンモール香椎浜 → 香椎浜南公園前 → 名島運動公園前 → (名島RP → 都市高速 → 呉服町RP) → 呉服町 → 博多駅前A → 天神ソラリアステージ前2A → 博多港国際ターミナル
- 直行特快（天神 → 博多港国際ターミナル間：BRT内回り）
  - 香椎照葉センターマークス前 → 福岡市総合体育館 → アイランドシティ中央公園前 → イオンモール香椎浜 → (香椎浜RP → 都市高速 → 天神北RP) → 天神ソラリアステージ前7C → 博多駅前F → 博多港国際ターミナル
- 22T特快（天神 → 博多港国際ターミナル間：BRT内回り）
  - 香椎照葉センターマークス前 → 福岡市総合体育館 → アイランドシティ中央公園前 → イオンモール香椎浜 → 香椎浜南公園前 → 名島運動公園前 → (名島RP → 都市高速 → 天神北RP) → 天神ソラリアステージ前7C → 博多駅前F → 博多港国際ターミナル
- 22N特快
  - 天神中央郵便局前 → 蔵本 → (呉服町RP → 都市高速 → 名島RP) → 名島運動公園前 → 香椎浜南公園前 → イオンモール香椎浜 → アイランドシティ中央公園前 → 福岡市総合体育館 → 香椎照葉センターマークス前

#### アイランドシティのるーと
アイランドシティ各地点やイオンモール香椎浜を結ぶデマンドバス。道路運送法施行規則第3条の3第3号による区域運行を行っており、ダイヤ・ルートは固定されていない。
西鉄と三菱商事が合弁で設立したネクスト・モビリティが事業主体であり、西鉄が運行事業を請負している。また、運転士は福岡西鉄タクシーから派遣され、車両は日産自動車の協賛によりキャラバン（定員8名）が使用される。
- 沿革
  - 2019年4月25日 運行開始[8]
  - 2020年2月20日 ミーティングポイント（乗降場所）に御幸町を追加[9]
  - 2020年4月25日 イオンモール香椎浜 - 御幸町・千早駅間の乗降が可能となる[10]
  - 2025年8月1日[11]
    - 御幸町・千早駅への運行を終了し、アイランドシティ内とイオンモール香椎浜のみの運行エリアとなる。
    - 西鉄バスの定期券保有者について、運賃を150円均一とする（小児・割引運賃はもとから150円以下であるので対象外）。

## 過去の路線

### 津屋崎〜新宮線
- ■■ 5
  - 西鉄新宮駅前 - 新宮・緑ヶ浜 - 花見 - 福間駅前 - 宮地嶽神社前 - 宮司団地 - 福津市文化会館前 - 津屋崎千軒 - 津屋崎橋
  - 2020年10月1日のダイヤ改正をもって路線廃止された。
- ■ 1-1
  - 光陽台六丁目 - 福間駅前 - 宮司団地 - 津屋崎千軒 - 津屋崎橋
- ■ 1-2
  - 光陽台六丁目→福間駅前→東町→津屋崎千軒→津屋崎橋
  - 1-1,1-2番は平日朝の間合いのみ担当していたが、2020年10月1日のダイヤ改正で担当から外れ、全便西鉄バス宗像・本社の単独となった。

### 志賀島線
- ■■ 21
  - 志賀島小学校前 - 西戸崎駅前 - （21番 現行路線:雁の巣レクリエーションセンター - 天神）
  - 2020年3月21日のダイヤ改正をもって、21番の志賀島小学校前発着が21Aに振り返られ、雁の巣レクリエーションセンター発着に短縮された。
- ■■ 220　 
  - 西鉄三苫駅 - 奈多 - 雁の巣レクリエーションセンター - 福岡市総合体育館 - アイランドシティ - 香椎浜南公園前 - (名島RP - 都市高速 - 呉服町RP) - 蔵本 - 天神
- 直行
  - 西鉄三苫駅 → 奈多 → 雁の巣レクリエーションセンター → 福岡市総合体育館 → アイランドシティ → (香椎浜RP → 都市高速 → 天神北RP) → 天神 → （21A・210番雁の巣レクリエーションセンター行きへ連続運行）

### 香椎浜～天神線
2025年3月15日のダイヤ改正により廃止となった以下の路線。
- ■■ 22
  - 西鉄香椎 - 香椎浜車庫 - 香椎浜海岸通り - 城浜団地 - 名島 - 箱崎浜 - 石堂大橋 - 蔵本 - 天神 - 大濠公園
- ■■ 22-1
  - 香椎浜車庫 → 香椎浜南公園前 → 名島運動公園前 → 箱崎ふ頭 → 箱崎浜 → 石堂大橋 → 蔵本 → 天神 → 大濠公園

天神方面行きのみ廃止
- ■■ 22N
  - 香椎浜車庫 - 香椎浜海岸通り - 城浜団地 - (名島RP - 都市高速 - 呉服町RP) - 天神 - 大濠公園
  - 香椎浜車庫 - 福岡運輸支局前 - 城浜団地 - (名島RP - 都市高速 - 呉服町RP) - 天神 - 大濠公園
- ■ 22N直行（福岡市総合体育館←天神間　速達運行）
  - アイランドシティ照葉 ← 福岡市総合体育館 ← こども病院 ← 名島運動公園前 ← (名島RP ← 都市高速 ← 呉服町RP) ← 天神

2025年3月15日のダイヤ改正で22I新設と同時に廃止となる。
- ■ 22T
  - アイランドシティ照葉 → こども病院 → 福岡市総合体育館 → アイランドシティ中央公園前 → 香椎浜海岸通り → 城浜団地 → (名島RP → 都市高速 → 天神北RP) → 天神 → （22Nへ連続運行）

2022年3月19日ダイヤ改正をもって以下の路線である、藤崎発着ならびに金武方面直通が廃止に伴い、金武営業所の担当が外れ、アイランドシティ営業所の単独運行となった。
- ■■ 22
  - （22番 現行路線 西鉄香椎 - 大濠公園） - 西新 - 藤崎
- ■■ 22N
  - （22N番 現行路線 アイランドシティ照葉 - 大濠公園） - 西新 - 藤崎
  - 香椎照葉センターマークス前 - アイランドシティ中央公園前 - 香椎浜南公園前 - 城浜団地 - (名島RP - 都市高速 - 呉服町RP) - 蔵本 - 天神 - 大濠公園 - 西新 - 藤崎
  - （22N番 現行路線 香椎浜車庫 - 大濠公園） - 西新 - 藤崎
- ■ 22T
  - 香椎照葉センターマークス前 → アイランドシティ中央公園前 → 香椎浜南公園前 → 城浜団地 → (名島RP → 都市高速 → 天神北RP) → 天神 → （22Nへ連続運行）

### 香椎浜～博多駅線
2020年10月1日のダイヤ改正をもって、扇町発着が平日朝のみとなり、29番一般道経由の扇町発着が廃止された。
- ■■■ 29
  - （29番 現行路線 アイランドシティ照葉 - 博多駅（博多バスターミナル）） - 山王一丁目 → 扇町
- ■■■ 29N
  - （29N番 現行路線 アイランドシティ照葉 - 博多駅（博多バスターミナル）） → 山王一丁目 → 扇町

### キャナルシティライン線
- - 
    - キャナルシティラインバス
      - 博多駅前A → 駅前四丁目 → テレQ前 → キャナルシティ博多前 → 中洲・南新地 → 春吉 → 天神・福岡市役所前 → 天神ソラリアステージ前(福ビル街区) → 天神大丸前 → 春吉 → 中洲・南新地 → キャナルイーストビル前 → テレQ前 → 駅前四丁目 → 博多駅センタービル前F

## 車両

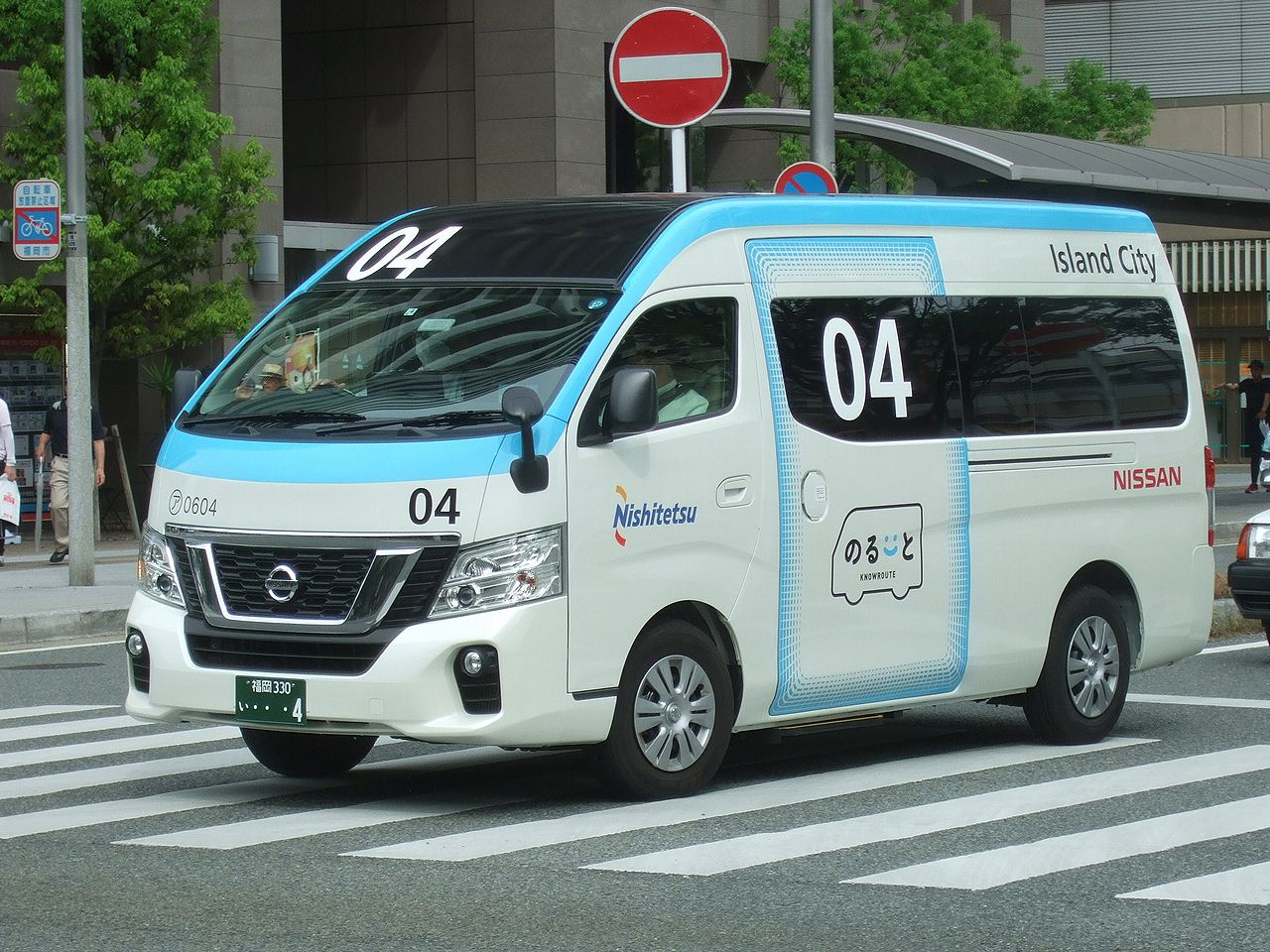
「のるーと」専用車

過去には貸切車・スクールバスが配置されていたが、現在専用車の配置はなし。貸切登録車として、三菱ふそうエアロスター（車番3274）がいる。
- 路線車

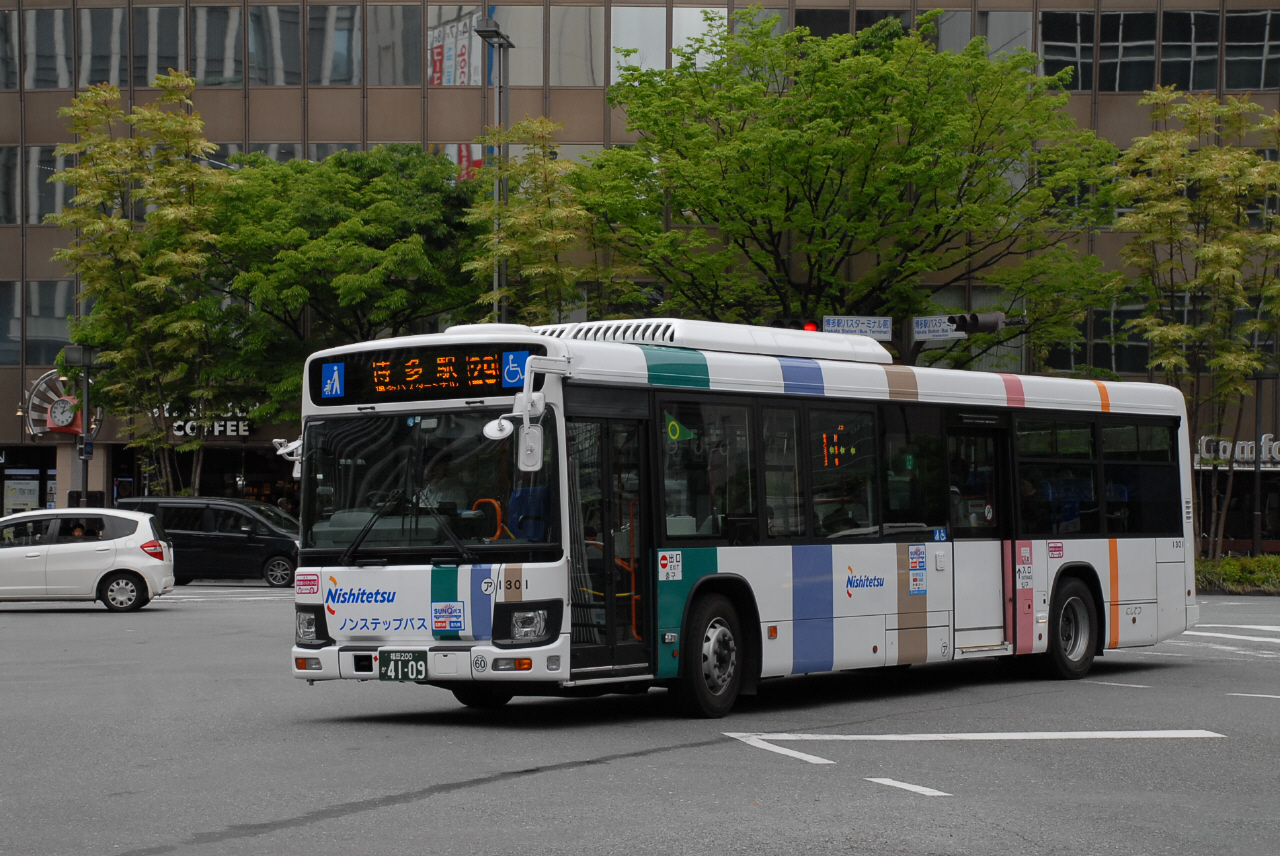
博多駅前にて撮影

  - 大型車は日産ディーゼル、いすゞ、日野、三菱ふそうの配置。日産ディーゼルはすべて西工B型。開設時はすべて新宮営業所・香椎浜営業所からの転入だったが、2023年12月に三菱ふそうエアロスターを納車し2024年1月に運用を開始した。舞の里車庫にはいすゞエルガ 4台、日野ブルーリボンⅡ 2台、三菱ふそうエアロスター 2台、日産ディーゼルスペースランナーRA 3台を配置。
  - 電気バスはディーゼル車より改造された、車番2744（いすゞエルガ）を初めてとして、その後レトロフィット電気バスが多数配置されている。過去には中古導入した、車番1361（いすゞエルガ）が配置されていた。[12]
  - 中型車はいすゞエルガミオの配置。新宮営業所の他、2019年に2台は那珂川営業所、2020年春に3台は土井営業所から、その後那珂川営業所より追加で2台転入している。全車ノンステップ車（うち5台は舞の里車庫配置）。
  - 小型車は「のるーと」専用車として日産・NV350キャラバンを5台配置。
  - 連節バスはFukuoka BRT専用で、メルセデス・ベンツ・シターロGを4台配置。天神付近にて撮影

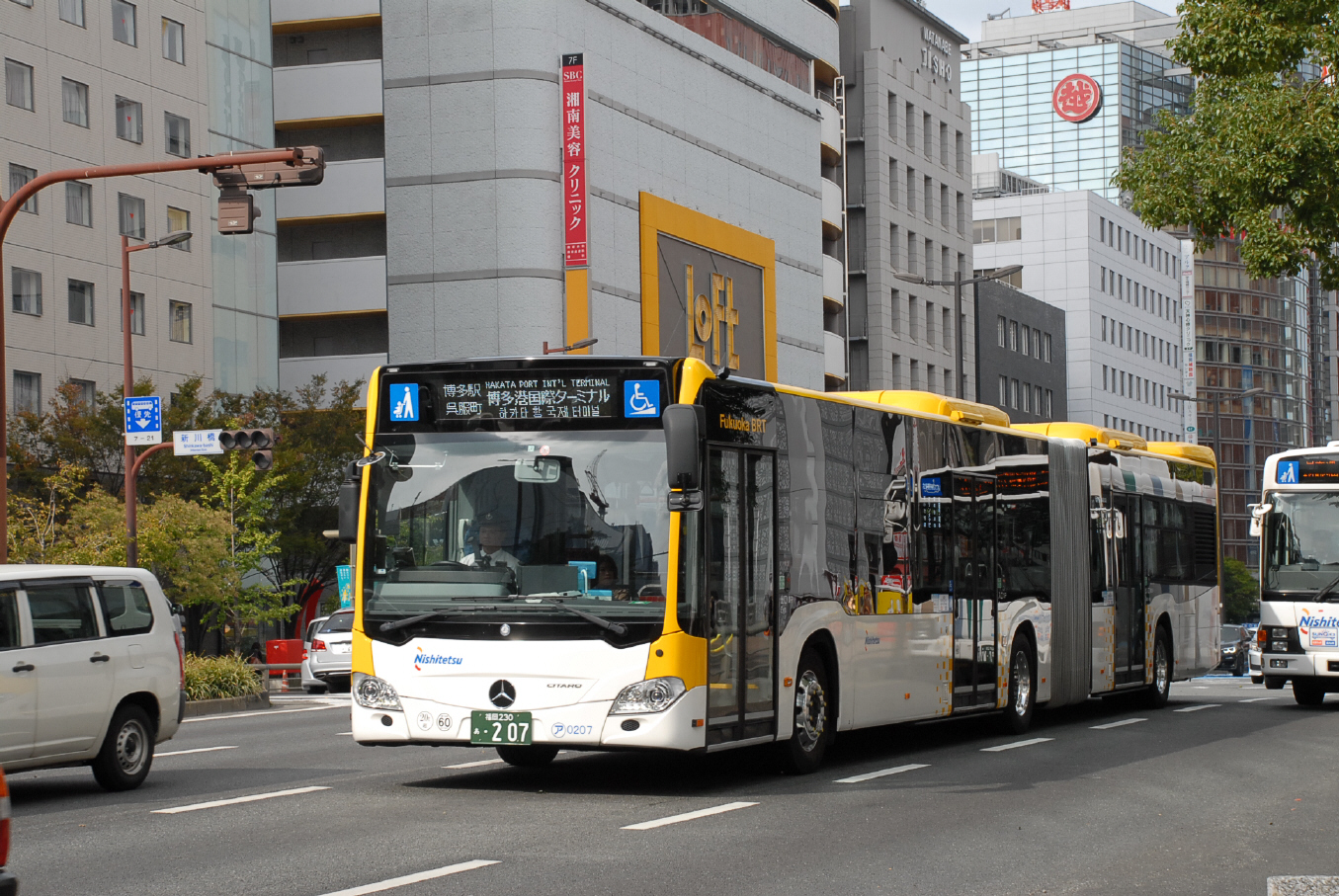
天神付近にて撮影